# Římovská (Praha)
Římovská je ulice v lokalitě Hutě (Na Hutích) v katastrálním území Hloubětína na Praze 14, která spojuje ulice Cvrčkova a Nad Hutěmi. Má přibližný severojižní průběh.
Nazvána je podle vodní nádrže Římov, která byla vybudována v 70. letech 20. století na řece Malši u Římova v jižních Čechách. Ulice vznikla a byla pojmenována v roce 2008.
Zástavba ulice má charakter jednopatrových rodinných domů, které mají jednotnou podobu, částečně z neomítnutých cihel se zahradami. Úzká ulice nemá chodníky a je opatřena dopravní značkou obytná zóna. Povrch je ze zámkové dlažby.

## Budovy a instituce
- Be happy - Montessori mateřská škola, Římovská 1000/24, mateřská škola a jesle.[3]